# Cleantis gayi
Cleantis gayi là một loài chân đều trong họ Holognathidae. Loài này được Miers miêu tả khoa học năm 1881.